# 올림픽 브루나이 선수단
브루나이는 1996년 애틀랜타 올림픽에 처음 참가한 이래 2008년 대회를 제외하고 하계 올림픽의 매 대회에 출전하고 있다. 현재까지 메달 획득 기록은 없으며 동계 올림픽 대회에는 참가하고 있지 않다.
브루나이의 국가 올림픽 위원회인 브루나이 국가 올림픽 평의회는 1984년에 창설되었으며 같은해 국제올림픽위원회로부터 승인을 받았다. 그 직후 치러진 1988년 서울 올림픽에 임원 1명을 파견하였으나 출전 선수는 없었으며, 1996년 애틀랜타 올림픽부터 출전 선수를 보낸 이래 2008년 베이징 올림픽을 제외한 매 대회에 참가하였다. 대회 참가 시의 정식 국명은 브루나이 다루살람(Brunei Darusalam)이다.
2008년 베이징 올림픽의 경우 원래는 2명의 선수가 참가할 예정이었으나, 개막식 당일까지 국제 올림픽 위원회(IOC)에 선수 등록을 하지 못하는 행정 실수로 불참 처리되었다. 이 사건의 책임을 물어 하사날 볼키아 브루나이 국왕이 브루나이 체육부 장관을 직접 경질하였다.
2010년 여성 선수 출전 문제로 IOC 측과 갈등을 빚은 적이 있다. 당시 사우디아라비아, 카타르와 함께 올림픽 출전 경력이 있는 국가 가운데서 여성 선수를 출전시킨 적이 없는 국가로 꼽혔다. 국제올림픽위원회는 이들 국가에 여성 선수의 참가를 승인하고 장려할 것을 '압박'할 것이라는 성명을 발표했다. 같은해 2010년 하계 청소년 올림픽에서는 혼성 선수단을 출전시켜야 한다는 조건에 따라, 2명의 여자 청소년 선수(수영의 아만다 지아신리우, 육상 허들의 마지아 마후신)를 처음으로 출전시키게 되었다.
이어 2012년 런던 올림픽에서도 마지아 마후신 선수를 출전시킴으로서 여성 선수를 출전시킨 국가가 되었는데, 당시 마후신 선수는 올림픽 출전 자격 기준을 충족하지는 못하였으나, "자격을 갖춘 선수가 없을 경우, 육상과 수영 종목에 무자격 선수를 출전시킬 수 있다"는 국제올림픽위원회의 보편성 원칙에 따라 육상 종목에 출전할 수 있게 되었다.

## 메달 기록

### 하계 올림픽
| 대회                  | 선수      | 금메달 | 은메달 | 동메 | 총합 | 순위 |
| 1996년 애틀랜타       | 1         | 0      | 0      | 0    | 0    | –    |
| 2000년 시드니         | 2         | 0      | 0      | 0    | 0    | –    |
| 2004년 아테네         | 1         | 0      | 0      | 0    | 0    | –    |
| 2008년 베이징         | 불참      | 불참   | 불참   | 불참 | 불참 | 불참 |
| 2012년 런던           | 3         | 0      | 0      | 0    | 0    | –    |
| 2016년 리우데자네이루 | 3         | 0      | 0      | 0    | 0    | –    |
| 2020년 도쿄           | 2         | 0      | 0      | 0    | 0    | –    |
| 2024년 파리           | 개최 예정 |        |        |      |      |      |
| 2028년 로스앤젤레스   | 개최 예정 |        |        |      |      |      |
| 2032년 브리즈번       | 개최 예정 |        |        |      |      |      |
| 총합                  | 총합      | 0      | 0      | 0    | 0    | –    |

## 같이 보기
- 브루나이의 올림픽 기수 목록
- 아시안 게임 브루나이 선수단
- 동남아시아 경기대회 브루나이 선수단